# Anticarsia coenosa
Anticarsia coenosa là một loài bướm đêm trong họ Erebidae.